# Mayotte (1841-1886)
Mayotte fou un territori francès part de Nossi-Bé (1843-1877) i de la Reunió (1877-1886) que va existir de fet des del 25 d'abril de 1841 i de dret des del 13 de juny de 1843 fins que es va crear la colònia de Mayotte i dependències.
La influència francesa a les illes Comores va dependre de l'illa Borbó des de 1816, però era una influència llunyana i mai directe; el 1841 França va comprar al sultà l'illa de Mayotte, compra que fou aprovada pel rei de França el 1843; llavors Mayotte fou posada sota dependència de la colònia de Nossi-Bé (escrit també Nosy-Be o Nosi-Be); el 1877 va passar a dependre del governador de l'illa de la Reunió (abans Illa Borbó) fins que el 1886 es va constituir en colònia separada arran de la signatura dels tractats que establien el protectorat a Gran Comora i Moheli.

## Governants

### Representant francès
- 1841 - 1843 Pierre Passot

### Comandants superiors de Mayotte (subordinats al governador de Nossi-Bé)
- 1843 - 1844 Pierre Passot
- 1844 - Paul Charles Rang
- 1844 - Charles Louis Thiebault (interí)
- 1844 - 1846 Auguste Le Brun (interí)
- 1846 - 1849 Pierre Passot (segona vegada)

### Comissionats de Mayotte (subordinats al governador de Nossi-Bé)
- 1849 - 1851 Stanislas Fortunat Livet
- 1851 - 1853 Philibert Augustin Bonfils
- 1853 - 1854 André Brisset (interí)
- 1854 - 1857 André César Vérand
- 1857 - 1860 Charles Auguste Joseph Morel
- 1860 - 1864 Charles Louis Gabrié
- 1864 - 1868 Joseph Vincent Christophe Colomb
- 1868 - 1869 Joseph Ferdinand Hayes (interí)
- 1869 - Louis Joseph Leguay (interí)
- 1869 - 1871 Joseph Vincent Christophe Colomb (segona vegada)
- 1871 - 1875 Patrice Louis Jules Ventre de la Touloubre (interí fins al 19 de desembre de 1871)
- 1875 - Claude Michel Jacques Louis François Fontaine (interí)
- 1875 - François Marie Ferriez (interí)
- 1875 - 1878 Patrice Louis Jules Ventre de la Touloubre (segona vegada)

### Comandants (subordinats al governador de la Reunió)
- 1878 - Jean Roblin (interí)
- 1878 - 1879 Charles-Honoré Vassal (interí)
- 1879 - Charles Bayet (interí)
- 1879 - Edouard Sasias (interí)
- 1879 - 1885 François Marie Ferriez
- 1885 - 1887 Anne Léodor Philotée Metellus Gerville-Réache
- 1887 - Paul Louis Maxime Celoron de Blainville